# Роберт Дауни Млађи
Роберт Џон Дауни Млађи (енгл. Robert John Downey Jr.; Њујорк, 4. април 1965) амерички је глумац и музичар. Најпознатији је по улози суперјунака Ајронмена у серијалу филмова из Марвеловог филмског универзума.

## Филмографија
| Филм       |                                         |               |                               | |
| Година     | Српски назив                            | Изворни назив | Улога                         | Напомене |
| 1970.      | Фунта                                   |               | Папи                          | |
| 1972.      | Грисерова палата                        |               | дечак у каравану              | |
| 1980.      | Академија Вајнберг                      |               | дечак у фудбалском тиму       | |
| 1983.      | Бејби, то си ти                         |               | Стјуарт                       | |
| 1984.      | Првенац                                 |               | Ли                            | |
| 1985.      | Бунтовник из моје школе                 |               | Џими Паркер                   | |
| 1985.      | Девојке би само да се забаве            |               | панкер на журци               | |
| 1985.      | Чудна наука                             |               | Ијан                          | |
| 1986.      | Повратак у школу                        |               | Дерек Лац                     | |
| 1987.      | Заводник                                |               | Џек Џерико                    | |
| 1987.      | Мање од нуле                            |               | Џулијан Велс                  | |
| 1988.      | Џони, буди добар                        |               | Лио Вигинс                    | |
| 1988.      | Изнајмљене усне                         |               | Волф Данглер                  | |
| 1988.      | 1969                                    |               | Ралф Кар                      | |
| 1989.      | То је адекватно                         |               | Алберт Ајнштајн               | |
| 1989.      | Пакао правде                            |               | Роџер Барон                   | |
| 1989.      | Друга шанса                             |               | Алекс Финч                    | |
| 1990.      | Ер Америка                              |               | Били Ковингтон                | |
| 1991.      | Превише сунца                           |               | Рид Ричмонд                   | |
| 1991.      | Сапуница                                |               | Дејвид Сетон Барнс            | |
| 1992.      | Чаплин                                  |               | Чарли Чаплин                  | БАФТА за најбољег глумца у главној улози номинација — Оскар за најбољег главног глумца номинација — Златни глобус за најбољег главног глумца у играном филму (драма) |
| 1993.      | Срце и душе                             |               | Томас Рајли                   | Награда Сатурн за најбољег глумца (филм) |
| 1993.      | Последња забава                         |               | глуми себе                    | такође сценариста |
| 1993.      | Кратки резови                           |               | Бил Баш                       | |
| 1994.      | Живео Цезар                             |               | Џери                          | |
| 1994.      | Рођене убице                            |               | Вејн Гејл                     | |
| 1994.      | Само ти                                 |               | Питер Рајт / Дејмон Бредли    | |
| 1995.      | Ричард III                              |               | гроф Риверс                   | |
| 1995.      | Код куће за празнике                    |               | Томи Ларсон                   | |
| 1995.      | Рестаурација                            |               | Роберт Меривел                | |
| 1997.      | Опасна зона                             |               | Џим Скот                      | |
| 1997.      | Веза на вече                            |               | Чарли                         | номинација — Награда Удружења бостонских филмских критичара за најбољу споредну мушку улогу |
| 1997.      | Две девојке и момак                     |               | Блејк Ален                    | |
| 1997.      | Девојка са базена                       |               | Франц Мазур                   | |
| 1998.      | Заслепљени адвокат                      |               | Клајд Пел                     | |
| 1998.      | Ловци на бегунце                        |               | Џон Ројс                      | |
| 1999.      | У сновима                               |               | Вивијан Томпсон               | |
| 1999.      | Пријатељи и љубавници                   |               | Ханс                          | |
| 1999.      | Откачени продуцент                      |               | Џери Ренфо                    | |
| 1999.      | Црно и бело                             |               | Тери Донагер                  | |
| 2000.      | Чудесни момци                           |               | Тери Кребтри                  | |
| 2003.      | Распевани детектив                      |               | Ден Дарк                      | номинација — Награда Сателит за најбољег глумца у главној улози |
| 2003.      | Чарли: Живот и уметност Чарлија Чаплина |               | глуми себе                    | |
| 2003.      | Готика                                  |               | Пит Грејам                    | |
| 2004.      | Ерос                                    |               | Ник Пенроуз                   | Сегмент |
| 2005.      | Шеста утакмица                          |               | Стивен Швимер                 | |
| 2005.      | Кис кис, бенг бенг                      |               | Хари Локхарт                  | номинација — Награда Сатурн за најбољег глумца (филм) номинација — Награда Сателит за најбољег глумца у главној улози |
| 2005.      | Лаку ноћ и срећно                       |               | Џозеф Вершба                  | номинација — Награда Удружења филмских глумаца за најбољу филмску поставу |
| 2006.      | Водич за препознавање светаца           |               | Дито Монтијел                 | |
| 2006.      | Мој тата рундов                         |               | др Козак                      | |
| 2006.      | Мрачни скенер                           |               | Џејмс Барис                   | |
| 2006.      | Крзно: Живот Дајане Арбус               |               | Лајонел Свини                 | |
| 2007.      | Зодијак                                 |               | Пол Ејвери                    | |
| 2007.      | Срећковић                               |               | Џек                           | камео |
| 2008.      | Чарли Бартлет                           |               | Нејтан Гарднер                | |
| 2008.      | Ајронмен                                |               | Тони Старк / Ајрон Мен        | Награда Сатурн за најбољег глумца (филм) номинација — Награда Емпајер за најбољег глумца номинација — МТВ филмска награда за најбољу улогу |
| 2008.      | Невероватни Халк                        |               | Тони Старк / Ајрон Мен        | камео |
| 2008.      | Тропска олуја                           |               | Керк Лазарус / Линкон Озајрис | номинација — Оскар за најбољег глумца у споредној улози номинација — Златни глобус за најбољег споредног глумца у играном филму номинација — БАФТА за најбољег глумца у споредној улози номинација — Награда Удружења филмских глумаца за најбољег глумца у споредној улози номинација — Награда Удружења телевизијских филмских критичара за најбољег глумца у споредној улози номинација — Награда Сателит за најбољег глумца у споредној улози номинација — Награда Удружења њујоршких филмских критичара за најбољег споредног глумца номинација — Награда Удружења бостонских филмских критичара за најбољу споредну мушку улогу номинација — Награда Удружења интернет филмских критичара за најбољу споредну мушку улогу |
| 2009.      | Солиста                                 |               | Стив Лопез                    | |
| 2009.      | Шерлок Холмс                            |               | Шерлок Холмс                  | Златни глобус за најбољег глумца у играном филму (мјузикл или комедија) номинација — Награда Емпајер за најбољег глумца номинација — Награда Сатурн за најбољег глумца (филм) номинација — МТВ филмска награда за најбољу тучу (са Марком Стронгом) |
| 2010.      | Ајронмен 2                              |               | Тони Старк / Ајрон Мен        | номинација — Награда Сатурн за најбољег глумца (филм) |
| 2010.      | Љубав и неповерење                      |               | Роб                           | Сегмент |
| 2010.      | Кад водењак пукне                       |               | Питер Хајман                  | |
| 2011.      | Шерлок Холмс: Игра сенки                |               | Шерлок Холмс                  | |
| 2012.      | Осветници                               |               | Тони Старк / Ајрон Мен        | МТВ филмска награда за најбољу тучу (са глумачком екипом филма Осветници) номинација — Награда Удружења телевизијских филмских критичара за најбољег глумца у акционом филму номинација — Награда Емпајер за најбољег глумца номинација — МТВ филмска награда за најбољи филмски дуо (са Марком Рафалом) |
| 2013.      | Ајромен 3                               |               | Тони Старк / Ајрон Мен        | Награда Сатурн за најбољег глумца (филм) номинација — Награда Удружења телевизијских филмских критичара за најбољег глумца у акционом филму |
| 2014.      | Кувар                                   |               | Марвин                        | |
| 2014.      | Судија                                  |               | Ханк Палмер                   | такође извршни продуцент |
| 2015.      | Осветници: Ера Алтрона                  |               | Тони Старк / Ајрон Мен        | |
| 2016.      | Капетан Америка: Грађански рат          |               | Тони Старк / Ајрон Мен        | |
| 2017.      | Спајдермен: Повратак кући               |               | Тони Старк / Ајрон Мен        | |
| 2018.      | Осветници: Рат бескраја                 |               | Тони Старк / Ајрон Мен        | |
| 2019.      | Осветници: Крај игре                    |               | Тони Старк / Ајрон Мен        | |
| 2019.      | Спајдермен: Далеко од куће              |               | Тони Старк / Ајрон Мен        | архивни снимци |
| 2020.      | Дулитл                                  |               | Доктор Дулитл                 | |
| 2023.      | Опенхајмер                              |               | Луис Штраус                   | |
| 2025.      | Фантастична четворка: Први кораци       |               | Виктор фон Дум / Доктор Дум   | камео |
| 2026.      | Осветници: Судњи дан                    |               | Виктор фон Дум / Доктор Дум   | |
| Телевизија |                                         |               |                               | |
| 1985.      | Уживо суботом увече                     |               | различите улоге               | 18 епизода |
| 1985.      | Мусолини: Неиспричана прича             |               | Бруно Мусолини                | Епизода |
| 1996.      | Уживо суботом увече                     |               | домаћин                       | Епизода Роберт Дауни млађи / Фиона Епл |
| 2000–02    | Али Мекбил                              |               | Лари Пол                      | 25 епизода Златни глобус за најбољег споредног глумца у серији, мини-серији или ТВ филму Награда Удружења глумаца за најбољег глумца у хумористичкој серији номинација — Награда Еми за најбољег споредног глумца у хумористичкој серији номинација — Награда Удружења глумаца за најбољу глумачку поставу у хумористичкој серији |
| 2005.      | Породични човек                         |               | Патрик                        | Епизода |